# 龙堌镇
龙堌镇，是中华人民共和国山東省菏泽市巨野县下辖的一个乡镇级行政单位。

## 歷史沿革
西汉属乘氏县，隋属乘丘县，唐贞观之年属巨野县。民国属龙堌区。1943年，属巨野县第六区，新中国成立后属巨野县第五区。1958年9月，建龙堌镇人民公社。1983年12月，撤销龙堌公社建立龙堌乡。1984年，撤销龙堌乡设立龙堌镇。2001年2月，撤销大李集乡，并入龙堌镇。

## 行政区划
龙堌镇下辖以下地区：
唐庄村、闫庄村、刘庄村、万庄村、东集村、奚楼村、蔡桥村、冯徐村、孔庄村、郑杭村、管庄村、骈楼村、罗庄村、刘杭村、西集南村、五一村、西集北村、宋楼村、王寨村、巴庵村、毕海南村、三坊村、毕海北村、姚庄村、毕海东村、靳庄村、刘海村、李集东村、赵海村、西村、翟楼村、李集西村、张楼村、前苏村、欧楼村、后苏村、西闫庄村、鹿楼村、赵楼村、北李村、大李村、沙窝村、耿庄村、文楼村、郭庄村、路海村、后董东村、后董西村、观集村、孙庄村、前董村、安庄村、前谷楼村、后谷楼村、常楼村、左庄村、尹庄村和许庄村。